# طوم سبنسر
طوم سبنسر (بالإنجليزية: Tom Spencer)‏ هو سياسي بريطاني، ولد في 10 أبريل 1948 في المملكة المتحدة. حزبياً، نشط في حزب المحافظين. وقد في انتخابات البرلمان الأوروبي 1979، انتخب عضو في البرلمان الأوروبي عن دائرة ديربيشاير ‏ لترشحه ضمن قائمة حزب المحافظين، وقد انضم خلال فترته النيابية (17 يوليو 1979 – 23 يوليو 1984) للكتلة البرلمانية الكتلة البرلمانية لحزب الشعب الأوروبي وفي انتخابات البرلمان الأوروبي 1989، انتخب عضو في البرلمان الأوروبي عن دائرة سري الغربية ‏ لترشحه ضمن قائمة حزب المحافظين، وقد انضم خلال فترته النيابية (25 يوليو 1989 – 18 يوليو 1994) للكتلة البرلمانية الكتلة البرلمانية لحزب الشعب الأوروبي وفي انتخابات البرلمان الأوروبي 1994، انتخب عضو في البرلمان الأوروبي عن دائرة سري ‏ لترشحه ضمن قائمة حزب المحافظين، وقد انضم خلال فترته النيابية (19 يوليو 1994 – 19 يوليو 1999) للكتلة البرلمانية الكتلة البرلمانية لحزب الشعب الأوروبي.